# Фрізенгаген
Фрізенгаген (нім. Friesenhagen) — громада в Німеччині, розташована в землі Рейнланд-Пфальц. Входить до складу району Альтенкірхен. Складова частина об'єднання громад Кірхен.
Площа — 51,36 км2. Населення становить 1575 ос. (станом на 31 грудня 2020).